# ギド・カリージョ
ギド・マルセロ・カリージョ（Guido Marcelo Carrillo, 1991年5月25日 - ）は、アルゼンチン・マグダレーナ出身のサッカー選手。エストゥディアンテス・デ・ラ・プラタ所属。ポジションはFW (CF)。
グイド・カリージョとも表記される。

## 経歴

### クラブ
エストゥディアンテスの下部組織で育成され、2011年6月2日のウラカン戦でリーグデビュー。2013-14シーズンには37試合で13得点を記録した。
2015年7月3日、リーグ・アンのASモナコへ5年契約で完全移籍。移籍金は880万ユーロ。2016-17シーズンにラダメル・ファルカオが加入しキリアン・ムバッペが台頭するとベンチを温めることが増えたが、リーグ戦では19試合（584分）で7得点を記録した。
2018年1月25日、エストゥディアンテス時代の恩師であるマウリシオ・ペジェグリーノ率いるサウサンプトンFCへ3年半契約で移籍。移籍金はクラブ最高額の1900万ポンド。
2018年7月8日、CDレガネスへ1年のレンタル移籍。
2019年9月1日、CDレガネスへレンタル移籍で復帰することが発表された。
2020年10月5日、エルチェCFにフリー移籍で加入し、2年契約を結んだことが発表された。
2022年8月30日、河南嵩山龍門足球倶楽部に移籍した。